# Корно-Гранде
Корно-Гранде (італ. Corno Grande; укр. Великий Ріг) — гора, найвища вершина Апеннінських гір, розташована в провінції Терамо, у регіоні Абруццо, в центральній Італії.

## Географія

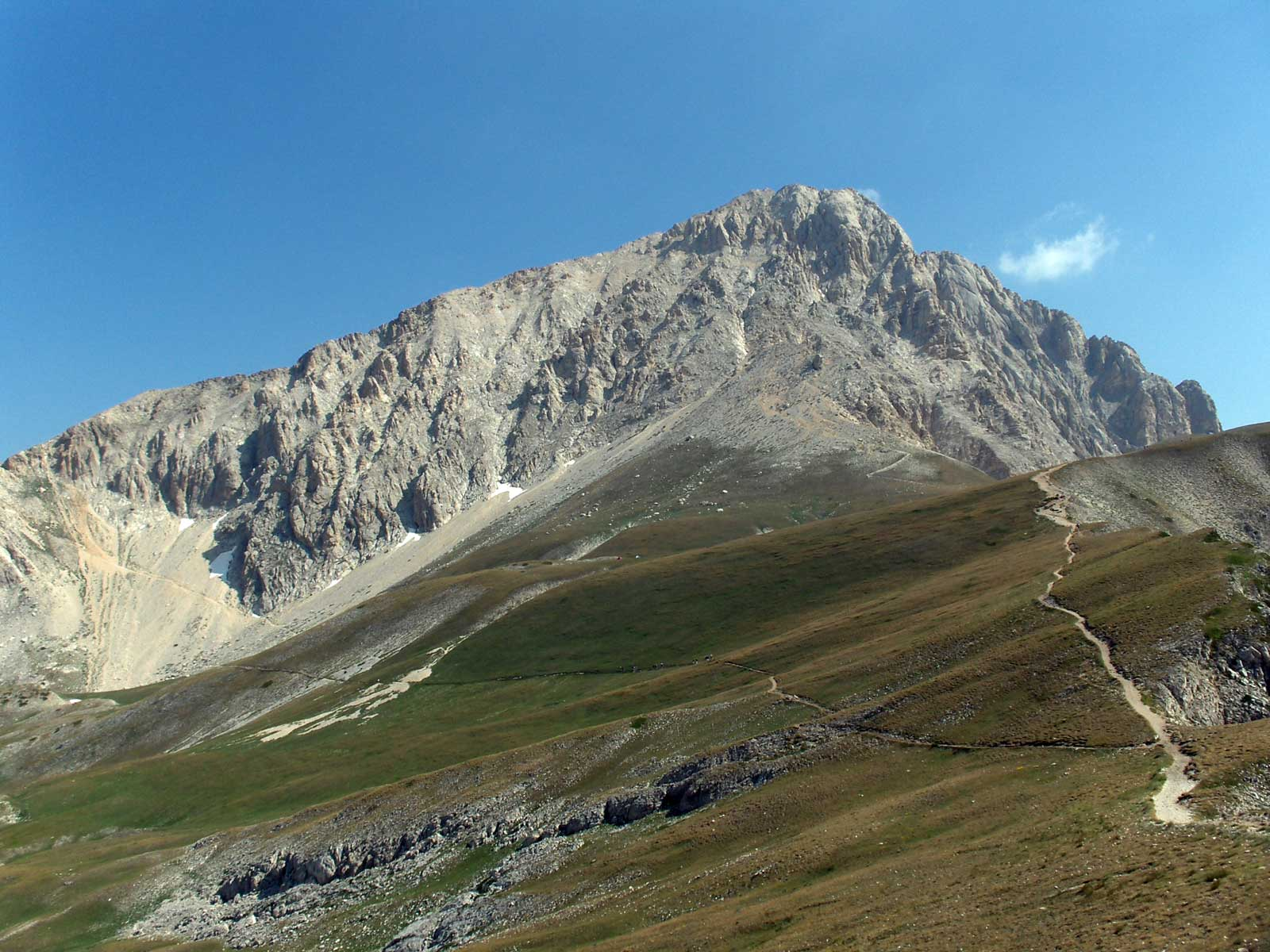
Південна сторона піку Корно-Гранде. Перепад висот зі сторони плато Кампо Імператорі менше 1000 м

Корно-Гранде — це частина масиву Гран-Сассо, який своєю чергою є частиною Абруццьких Апеннін і найвищою вершиною Апеннінського півострова з абсолютною висотою 2912 метрів над рівнем моря. Це також найвища вершина материкової частини Італії за межами Альп і друга за висотою в усій країні за межами Альп, після гори, стратовулкану Етна (3329 м), який розташований на острові Сицилія. Гора має значний вертикальний рельєф на північній стороні, хоча її південна сторона менш піднята, ніж сусіднє плато Кампо Імператоре.
Гора належить до ультрапіків Землі. Її відносна висота становить 2476 м. За цим показником вона займає 8-ме місце серед ультрапіків Європи, включно з островами та 3-тє в Італії. Найвище сідло вершини, по якому вимірюється її відносна висота, має висоту 436 м над рівнем моря. Топографічна ізоляція вершини відносно найближчої вищої гори Крода-делла-Пала (італ. Croda della Pala, 2960 м), яка є одним із піків масивної гори Веззана (3192 м), що розташована на півночі Італії, в Доломітах, становить 445,33 км.
Корно-Гранде, масивна гора, яка має геоморфологічну будову, подібну до доломітових альпійських груп, хоча в основному утворена вапняковими породами, вона складається з чотирьох піків або субпіків, які повністю розташовані в провінції Терамо:
- Західний пік — найвища точка континентальних Апеннін (2912 м);
- Східний пік (2903 м);
- Центральний пік (2893 м);
- Торріоне-Камбіо — найнижчий пік (2875 м).

У північному карі Корно-Гранде розташований один з найпівденніших льодовиків Європи — льодовик Кальдероне. Перше офіційно зафіксоване сходження на Корно-Гранде було здійснено в 1573 році капітаном Болоньєзе Франческо Де Марчі разом з Франческо Ді Доменіко.  Звичайний маршрут підйому йде західним хребтом, хоча існує низка інших маршрутів, включаючи той, що піднімається південною стіною.